# Mộ đom đóm
Mộ đom đóm (火垂るの墓 Hotaru no Haka, Grave of the Fireflies) là một bộ phim điện ảnh hoạt hình Nhật Bản thuộc thể loại chính kịch ra mắt vào năm 1988 do Takahata Isao viết kịch bản kiêm đạo diễn, được dựa theo cuốn tiểu thuyết cùng tên của Nosaka Akiyuki vốn được tác giả viết dưới dạng bán tự truyện. Giống như các tác phẩm khác của Studio Ghibli, bộ phim được chú ý nhờ đạt được chất lượng cao cả về mặt nghệ thuật và hình ảnh.
Một vài nhà phê bình phim (trong đó phải kể tới Roger Ebert) coi Mộ Đom đóm là một trong những bộ phim phản chiến mạnh mẽ nhất đã từng được thực hiện. Nhà nghiên cứu lịch sử hoạt hình Ernest Rister đã so sánh bộ phim này với tác phẩm của đạo diễn Steven Spielberg, bộ phim Bản danh sách của Schindler và nói thêm: "Đây là bộ phim hoạt hình nhân văn nhất mà tôi được xem."
Phim đã đạt được thành công khiêm tốn tại các phòng vé Nhật Bản, nơi nó đã thu được 1,7 tỷ yên Nhật. Trong khuôn khổ Lễ hội phim Ghibli 2018, bộ phim đã có một lượng giới hạn công chiếu tại Hoa Kỳ, thu về 516.962 đô la Mỹ.
"Liên hoan phim Nhật Bản 2013 – Sự kết nối" tại Hà Nội đã trình chiếu bộ phim với tựa đề tiếng Việt chính thức "Mộ đom đóm".

## Nội dung
Được đặt trong bối cảnh giai đoạn cuối của Chiến tranh thế giới 2 ở Nhật Bản, bộ phim kể lại câu chuyện chua xót nhưng cảm động về tình anh em của hai đứa trẻ mồ côi người anh trai tên là Seita và em gái của cậu là Setsuko. Hai anh em mất mẹ sau cuộc thả bom dữ dội của không quân Mỹ vào thành phố Kobe trong khi cha của hai đứa đang chiến đấu cho Hải quân Đế quốc Nhật Bản. Trong cả bộ là viễn cảnh Seita và Setsuko phải vật lộn để tồn tại giữa một bên là nạn đói và một bên là sự thờ ơ đến nhẫn tâm của những người xung quanh. Sau khoảng thời gian 2 anh em sống trong sự mắng chửi, phân biệt đối xử và cậu bé Seita phải đối diện với một lựa chọn đó là hoặc ở lại với người dì ích kỷ, hoặc rời đi để tự lo mặc dù sẽ rất khó khăn, thiếu thốn.
Cuối cùng, Seita và Setsuko quyết định rời khỏi nhà người dì, chuyển đến một căn hầm trú bom đã bị bỏ hoang. Sự thiếu thốn thức ăn cùng việc làm, cũng như sự bất ổn trong nền kinh tế bao cấp của Nhật Bản lúc bấy giờ đã khiến cuộc sống của họ khó khăn gấp bội. Setsuko bị ốm nặng, Seita vội đưa cô bé đến bệnh viện và được bác sĩ thông báo rằng cô bé đang bị suy dinh dưỡng do thiếu ăn. Trong sự lo lắng đến tột cùng, Seita đến ngân hàng rút toàn bộ số tiền còn lại trong tài khoản ngân hàng của mẹ cậu để mua thức ăn. Tuy nhiên, khi vừa lấy được tiền, Seita rất sốc và tuyệt vọng khi nghe tin Nhật Bản đã đầu hàng vô điều kiện quân Đồng Minh, và người cha (là chỉ huy của một con tàu) cũng được cho là đã tử nạn trên biển. Cậu trở về cùng với nhiều thức ăn, nhưng không lâu sau Setsuko đã chết. Seita hỏa táng thi hài của cô bé, bỏ vào hộp kẹo trái cây và mang nó cùng với bức ảnh của người cha, cho đến khi cậu cũng qua đời tại nhà ga Sannomiya vào giữa tháng 9 năm đó.
Bộ phim kết thúc với cảnh Seita và Setsuko ngồi bên nhau vui vẻ với những con đom đóm xung quanh, và họ nhìn xuống thành phố Kobe đã phát triển và hiện đại sau chiến tranh.

## Ý nghĩa của bộ phim

Bìa DVD phát hành bộ phim.

### Tựa đề của bộ phim
Trong tiếng Nhật, danh từ không thay đổi khi ở dạng số nhiều, vì vậy hotaru có thể hiểu là một con đom đóm hoặc nhiều con đom đóm. Seita và Setsuko bắt được rất nhiều đom đóm và dùng chúng để thắp sáng cho cái hầm trú ẩn nơi hai đứa bé sống. Ngày hôm sau, Setsuko đào một ngôi mộ cho tất cả lũ đom đóm và hỏi Seita "Tại sao lũ đom đóm phải chết sớm vậy?" vì vậy tựa phim có thể dùng là Mộ đom đóm với đom đóm ở số nhiều.
Theo một cách hiểu khác, con đom đóm có thể cũng là để chỉ Setsuko vốn cũng chết rất sớm. Nếu như vậy tựa phim có thể là Mộ Đom đóm với đom đóm ở số ít.
Trong tựa đề tiếng Nhật của phim từ hotaru (đom đóm) không được viết như thông thường với một chữ kanji 蛍 mà với hai chữ kanji 火 (hi, lửa) và 垂 (tareru, rủ xuống, với nghĩa một giọt nước chuẩn bị rơi khỏi chiếc lá). Điều này có thể gợi lên hình ảnh của những con đom đóm như là những đốm lửa nhỏ. Vài người cho rằng nó gợi tới senkō hanabi, một đốm pháo hoa (xuất hiện khi ta đốt những que pháo hoa và vung vẩy chúng). Cách hiểu này cũng rất đáng chú ý vì những que pháo hoa chỉ đốt được lâu nếu chúng ta giữ yên chúng còn nếu không chúng sẽ tàn rất nhanh, một sự ẩn dụ tới sự mong manh của cuộc sống. Senkō hanabi cũng gợi tới hình ảnh của gia đình, vì một phong tục truyền thống của Nhật Bản vào mùa hè là cả gia đình quây quần để thưởng thức pháo hoa. Nói chung thì pháo hoa tượng trưng cho cuộc sống sớm nở tối tàn như những con đom đóm. Ngắm đom đóm cũng lại là một truyền thống gia đình khác của Nhật Bản. Khi tổng hợp tất cả những ý kiến trên, có thể thấy tựa phim vừa gợi nên tình anh em gắn bó giữa Seita và Setsuko, đồng thời cũng nhấn mạnh sự cô đơn của hai đứa trẻ thiếu vắng cha mẹ.
Ngoài ra, cặp chữ kanji này cũng có thể là một phép ẩn dụ để nói tới những cuộc oanh tạc bằng bom gây cháy của không quân Đồng minh. Có giai thoại kể lại rằng trong thời gian chiến tranh đôi khi người Nhật gọi những quả bom gây cháy đang được thả xuống đất nước họ là những con đom đóm.

### Ý nghĩa riêng của hình ảnh những con đom đóm
Bản thân hình ảnh những con đom đóm cũng mang nhiều ý nghĩa riêng:
- Để chỉ chính những con đom đóm (đã chết và được Setsuko mai táng)
- Để chỉ hai đứa trẻ đều phải chết sớm, đặc biệt là Setsuko
- Để chỉ những phi công cảm tử Thần phong (Kamikaze): Setsuko đã nói rằng chiếc máy bay cảm tử Thần phong trông giống những con đom đóm
- Để chỉ những quả bom gây cháy

Những con đom đóm cũng là biểu tượng của những linh hồn người đã khuất (Hitodama) vốn được mô tả như những đốm lửa lập lòe trôi nổi. Một loài đom đóm ở phía Tây Nhật Bản được gọi là Heike Hotaru vì mọi người tin rằng những ánh sáng lập lòe của chúng ở gần những con sông và hồ chính là linh hồn của gia đình Heike đã bỏ mạng trong trận thủy chiến nổi tiếng ở Dan-no-ura.

## Quá trình sản xuất
Những nhà sản xuất đã chọn hai đứa trẻ ở tầm tuổi của Seita và Setsuko để lồng tiếng cho phim, tuy nhiên sau đó họ mới nhận ra rằng đứa trẻ lồng tiếng cho Setsuko còn quá nhỏ. Vì vậy thay cho việc hoàn thành phần hình ảnh trước và lồng tiếng cho Setsuko như với mọi nhân vật khác, nhà sản xuất đã thu âm cho giọng của Setsuko trước khi vẽ hình. Những họa sĩ thực hiện chưa quen với việc này vì thế mà người xem rất khó nhận ra được môi của Setsuko.

## Phim truyền hình

Phim truyền hình Mộ đom đóm

Hãng truyền hình Nippon Television của Nhật đã sản xuất một bộ phim truyền hình dựa theo bộ phim này để kỉ niệm 60 năm ngày kết thúc Chiến tranh thế giới thứ 2. Bộ phim được phát sóng ngày 1 tháng 11 năm 2005. Giống như anime Mộ Đom đóm, phiên bản truyền hình cũng tập trung vào những khó khăn của hai anh em khi phải vật lộn để tồn tại trong những ngày cuối cùng của chiến tranh ở Kobe. Nhưng khác với phiên bản anime, bộ phim truyền hình Mộ Đom đóm được kể theo góc nhìn của người dì và tập trung mô tả việc làm thế nào hoàn cảnh chiến tranh đã thay đổi một người phụ nữ tốt bụng trở thành một bà dì máu lạnh độc ác. Nhân vật này được thể hiện bởi nữ diễn viên nổi tiếng Matsushima Nanako.

## Chuyện ngoài lề
- Ở phần kết của bộ phim, khán giả thấy một chiếc máy bay ném bom B-29 bay qua thành phố, nó được cho là chiếc Enola Gay đã ném quả bom nguyên tử xuống Hiroshima. Thực tế thì Enola Gay nằm trong phi đội gồm 3 chiếc máy bay.
- Những viên kẹo nhiều màu mà hai đứa trẻ ăn trong phim có tên là Sakuma drops là một loại kẹo được bán ở Nhật Bản.